# 广宁县第十四区农民协会旧址
广宁县第十四区农民协会旧址，位于中国广东省肇庆市广宁县宾亨镇带洞村委新寨村，为广宁县第十四区农民协会的原址。1989年8月，列入广宁县文物保护单位。